# Ctenochromis pectoralis
Ctenochromis pectoralis, noto anche come Pangani haplo (abbreviazione di "haplochromini"), è una specie di pesci della famiglia dei Ciclidi. Si può trovare in Kenya e Tanzania. È considerato estinto dallo IUCN, ma secondo altre fonti si tratta di un errore, una confusione fra questa specie e Haplochromis squamulatus.